# Xifianí
Xifianí (Xifiani) är en ort i Grekland.   Den ligger i prefekturen Nomós Péllis och regionen Mellersta Makedonien, i den norra delen av landet, 400 km norr om huvudstaden Aten. Xifianí ligger 111 meter över havet och antalet invånare är 767.
Terrängen runt Xifianí är kuperad åt sydost, men åt nordväst är den platt.Runt Xifianí är det ganska glesbefolkat, med 50 invånare per kvadratkilometer. Närmaste större samhälle är Aridaía, 5,2 km norr om Xifianí. 